# Cordebugle
Cordebugle és un municipi francès situat al departament de Calvados i a la regió de Normandia. L'any 2007 tenia 121 habitants.

## Demografia

### Població
El 2007 la població de fet de Cordebugle era de 121 persones. Hi havia 43 famílies de les quals 4 eren unipersonals (4 homes vivint sols), 12 parelles sense fills, 23 parelles amb fills i 4 famílies monoparentals amb fills.
La població ha evolucionat segons el següent gràfic:
Habitants censats

### Habitatges
El 2007 hi havia 78 habitatges, 44 eren l'habitatge principal de la família, 32 eren segones residències i 2 estaven desocupats. Tots els 74 habitatges eren cases. Dels 44 habitatges principals, 37 estaven ocupats pels seus propietaris, 6 estaven llogats i ocupats pels llogaters i 1 estava cedit a títol gratuït; 6 tenien tres cambres, 9 en tenien quatre i 29 en tenien cinc o més. 36 habitatges disposaven pel capbaix d'una plaça de pàrquing. A 15 habitatges hi havia un automòbil i a 27 n'hi havia dos o més.

### Piràmide de població
La piràmide de població per edats i sexe el 2009 era:
| Homes | Edats   | Dones |
| ----- | ------- | ----- |
| 0     | 95 o +  | 0     |
| 0     | 90 a 94 | 0     |
| 0     | 85 a 89 | 0     |
| 0     | 80 a 84 | 0     |
| 0     | 75 a 79 | 0     |
| 0     | 70 a 74 | 4     |
| 4     | 65 a 69 | 4     |
| 0     | 60 a 64 | 0     |
| 0     | 55 a 59 | 0     |
| 0     | 50 a 54 | 4     |
| 12    | 45 a 49 | 4     |
| 0     | 40 a 44 | 16    |
| 4     | 35 a 39 | 0     |
| 4     | 30 a 34 | 0     |
| 0     | 25 a 29 | 0     |
| 0     | 20 a 24 | 0     |
| 4     | 15 a 19 | 0     |
| 8     | 10 a 14 | 0     |
| 8     | 5 a 9   | 4     |
| 0     | 0 a 4   | 0     |

## Economia
El 2007 la població en edat de treballar era de 80 persones, 66 eren actives i 14 eren inactives. De les 66 persones actives 64 estaven ocupades (36 homes i 28 dones) i 2 estaven aturades (2 dones i 2 dones). De les 14 persones inactives 3 estaven jubilades, 6 estaven estudiant i 5 estaven classificades com a «altres inactius».
Activitats econòmiques
Dels 3 establiments que hi havia el 2007, 1 era d'una empresa de construcció, 1 d'una empresa de comerç i reparació d'automòbils i 1 d'una empresa immobiliària.
L'únic servei als particulars que hi havia el 2009 era una empresa de construcció.
L'any 2000 a Cordebugle hi havia 9 explotacions agrícoles que ocupaven un total de 375 hectàrees.

## Poblacions més properes
El següent diagrama mostra les poblacions més properes.